# Antlia 2
Antlia 2 (Ant 2) es una galaxia satélite enana de bajo brillo superficial de la Vía Láctea en una latitud galáctica de 11.2 °. Se extiende por 1.26 ° en el cielo, al sureste de Epsilon Antliae. Antlia 2 es similar en tamaño a la Gran Nube de Magallanes, a pesar de ser 1/10.000 más débil. Antlia 2 tiene el brillo superficial más bajo que cualquier galaxia descubierta y es ~ 100 veces menor que cualquier galaxia ultra difusa conocida. Fue descubierta en noviembre de 2018 por la nave espacial Gaia de la Agencia Espacial Europea